# Waitakere

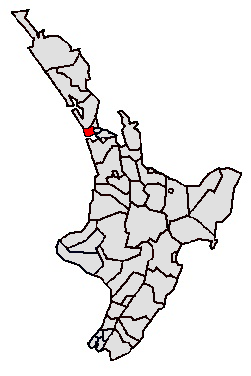
Waitakere.

Waitakere é uma cidade neozelandesa localizada a oeste da zona metropolitana de Auckland, a área urbana mais populosa do país. É a 5ª maior autoridade territorial por população, com um crescimento anual de cerca de 2%, tendo uma população estimada em 189 200 habitantes, a maioria dos quais vive perto da fronteira oriental da cidade com o Porto de Waitemata e a vizinha cidade de Auckland. 